# Zylinderhaus
Das Zylinderhaus ist ein Automuseum in Bernkastel-Kues in Rheinland-Pfalz.

## Geschichte
Der niederländische Sammler Henk Geerts hatte in Bergen das Auto Union Museum Bergen geleitet. Er starb 2013. Seine Familie betrieb das Museum noch bis 2014 und gab dann die komplette Sammlung ab. Insgesamt waren es zwölf Autos, überwiegend von DKW, und ein Motorboot mit DKW-Motor.
Bernd Benninghoven, ehemals Hersteller des Benarrow, war der Käufer der Sammlung. Er erwarb gezielt weitere Autos und Motorräder aus Deutschland und Österreich. Dann plante er sein eigenes Automuseum. Zunächst sollte es zu Ostern 2017 eröffnen, dann im August 2017. Am 14. Oktober 2017 war dann die Eröffnung. Die Fassade des Gebäudes ähnelt Bauwerken der Gründerzeit vom Ende des 19. Jahrhunderts. Auf drei Etagen gibt es etwa 5000 Quadratmeter Ausstellungsfläche. Das Museum ist an sechs Tagen pro Woche geöffnet.

## Ausstellungsgegenstände
Das Museum zeigt mehr als 100 Autos. Der Schwerpunkt liegt bei deutschen Fahrzeugen. So gibt es jeweils eine größere Anzahl an Audi, BMW, Borgward, DKW, Mercedes-Benz, NSU, Opel, VW und Wanderer.
Außerdem werden etwa 100 Motorräder präsentiert. Daneben gibt es Fahrräder mit Hilfsmotoren, Kinderautos und eine Tankstelle.

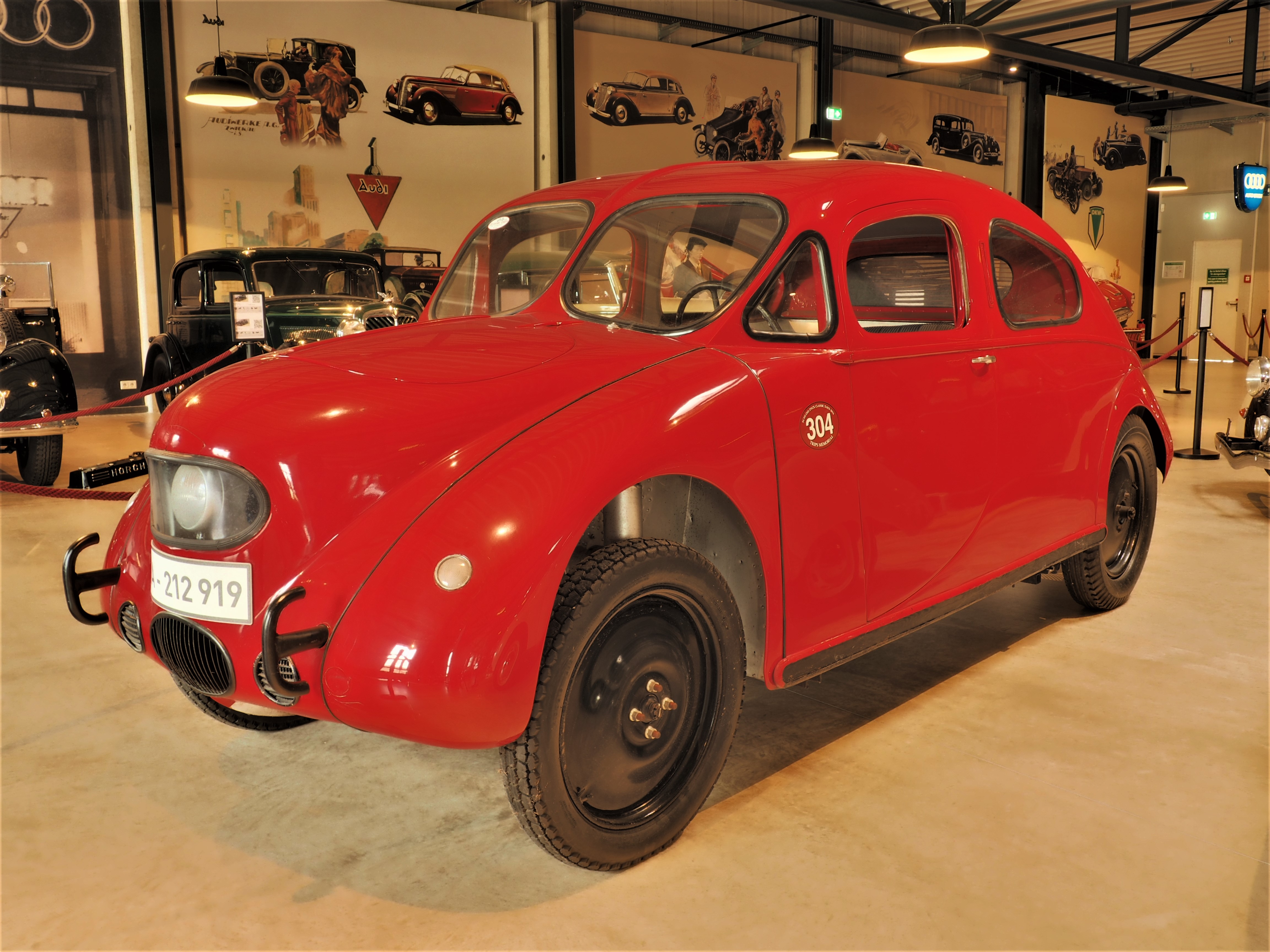
Maier von 1934–1935
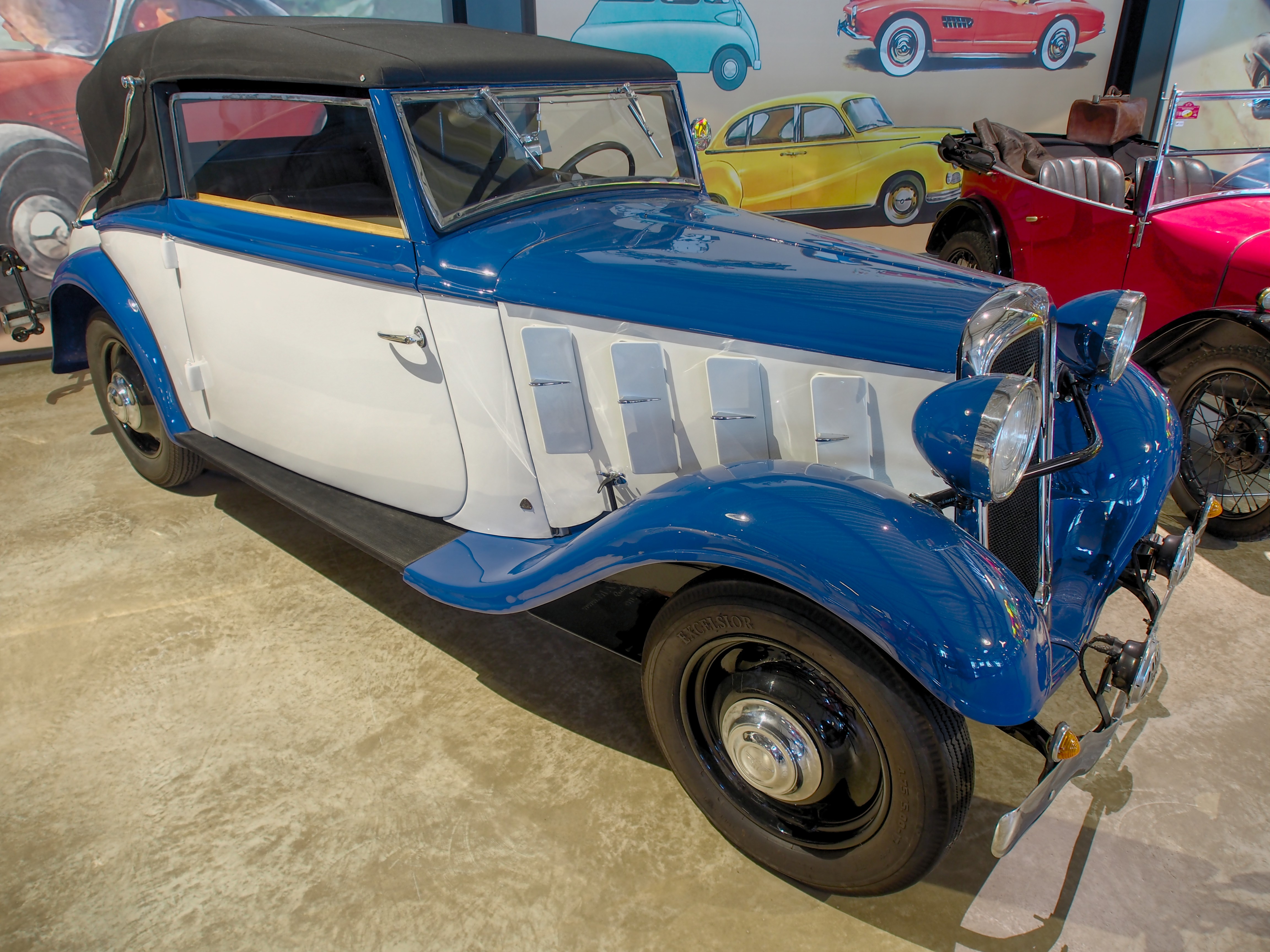
Hanomag Rekord von 1934–1940
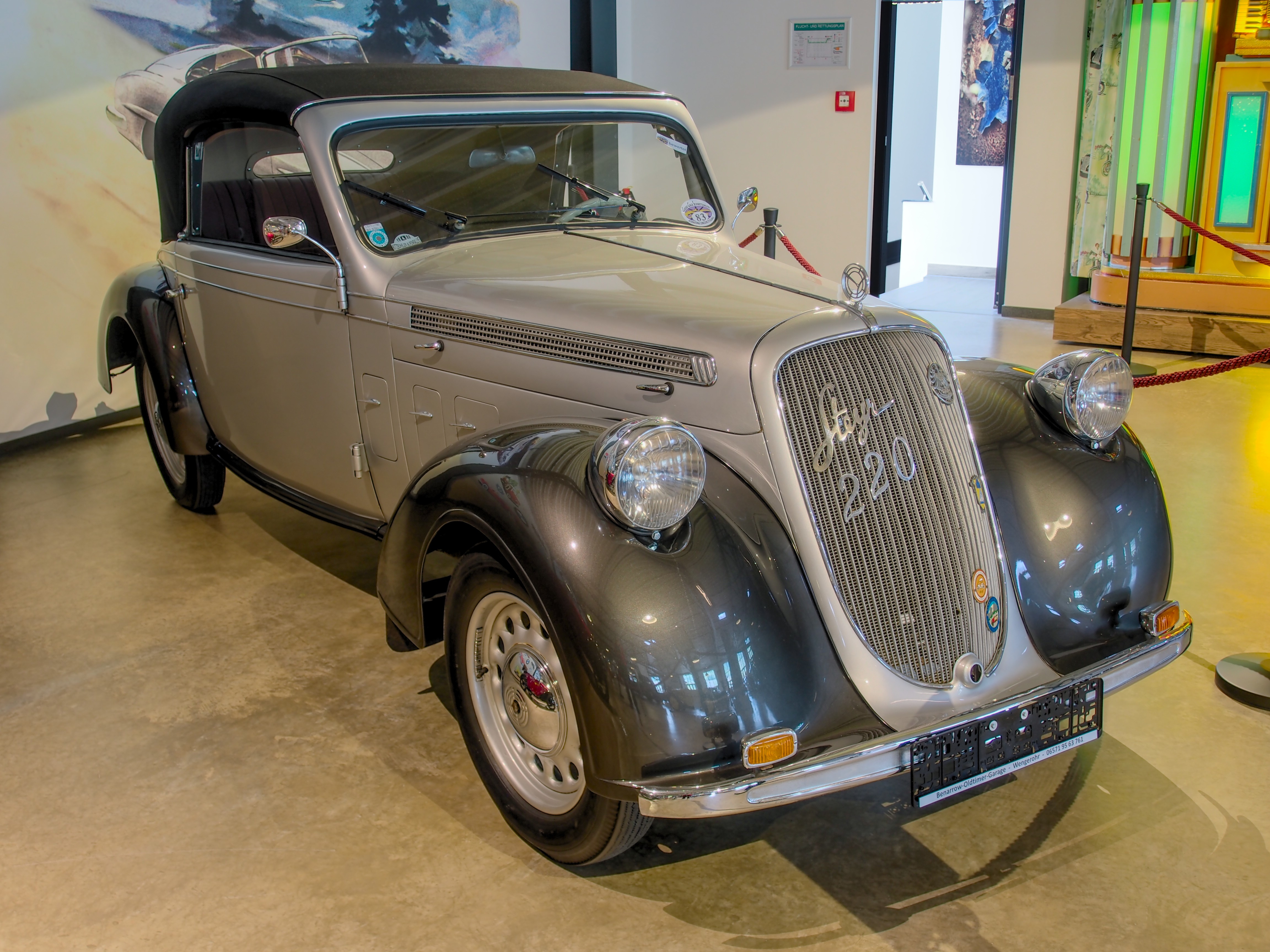
Steyr 220 von 1937–1941
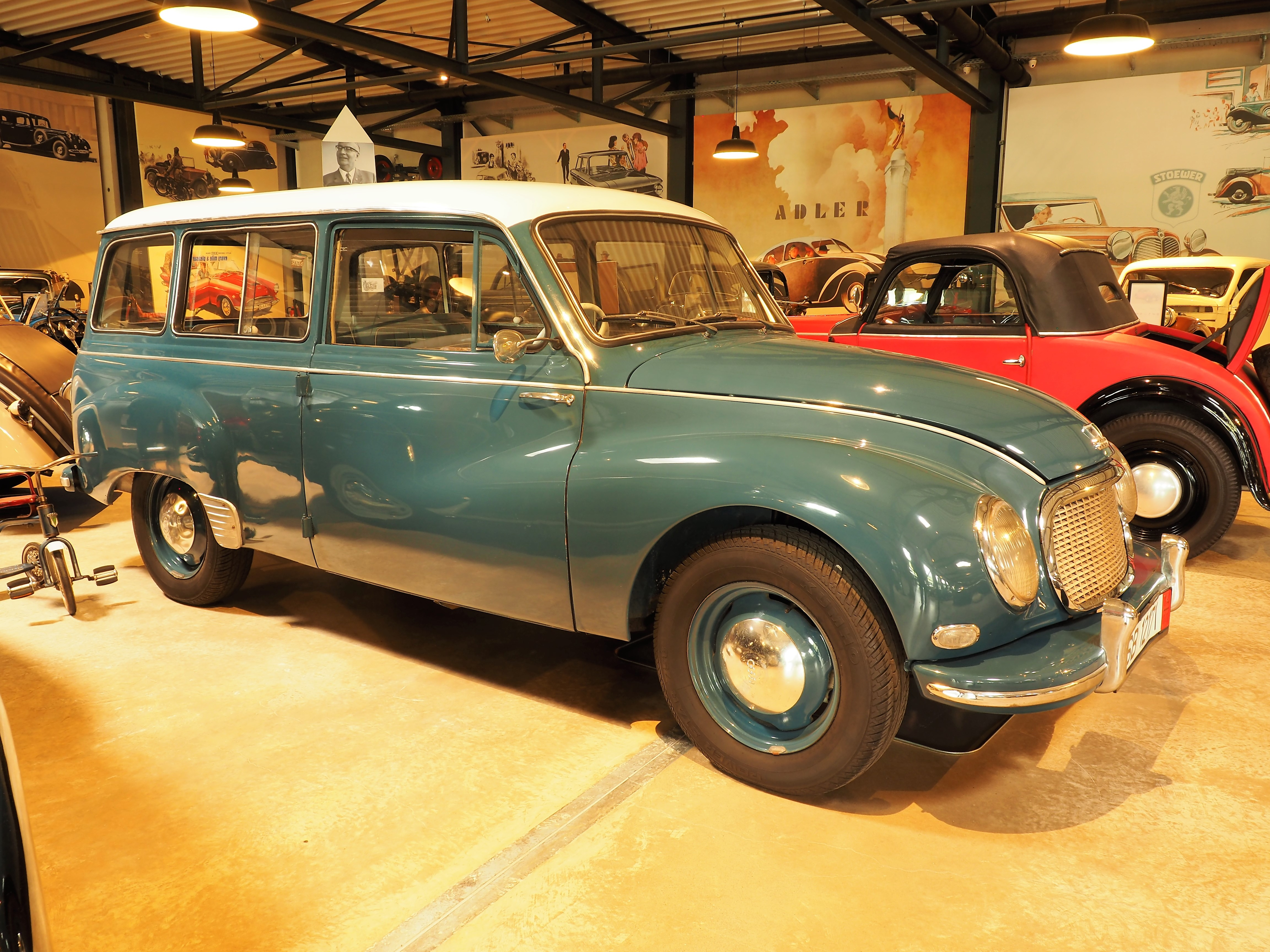
DKW F 93 von 1955–1959
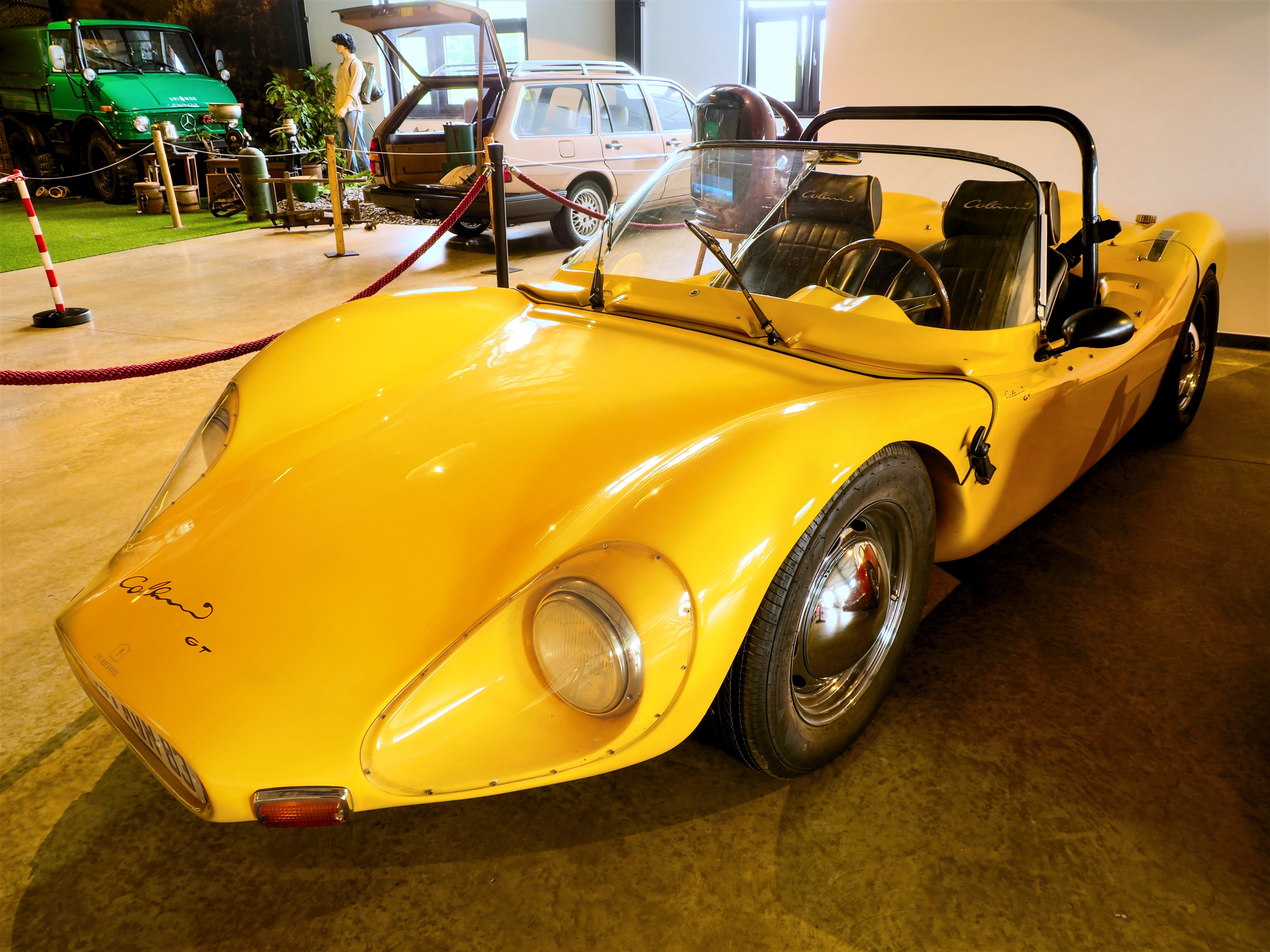
Colani GT
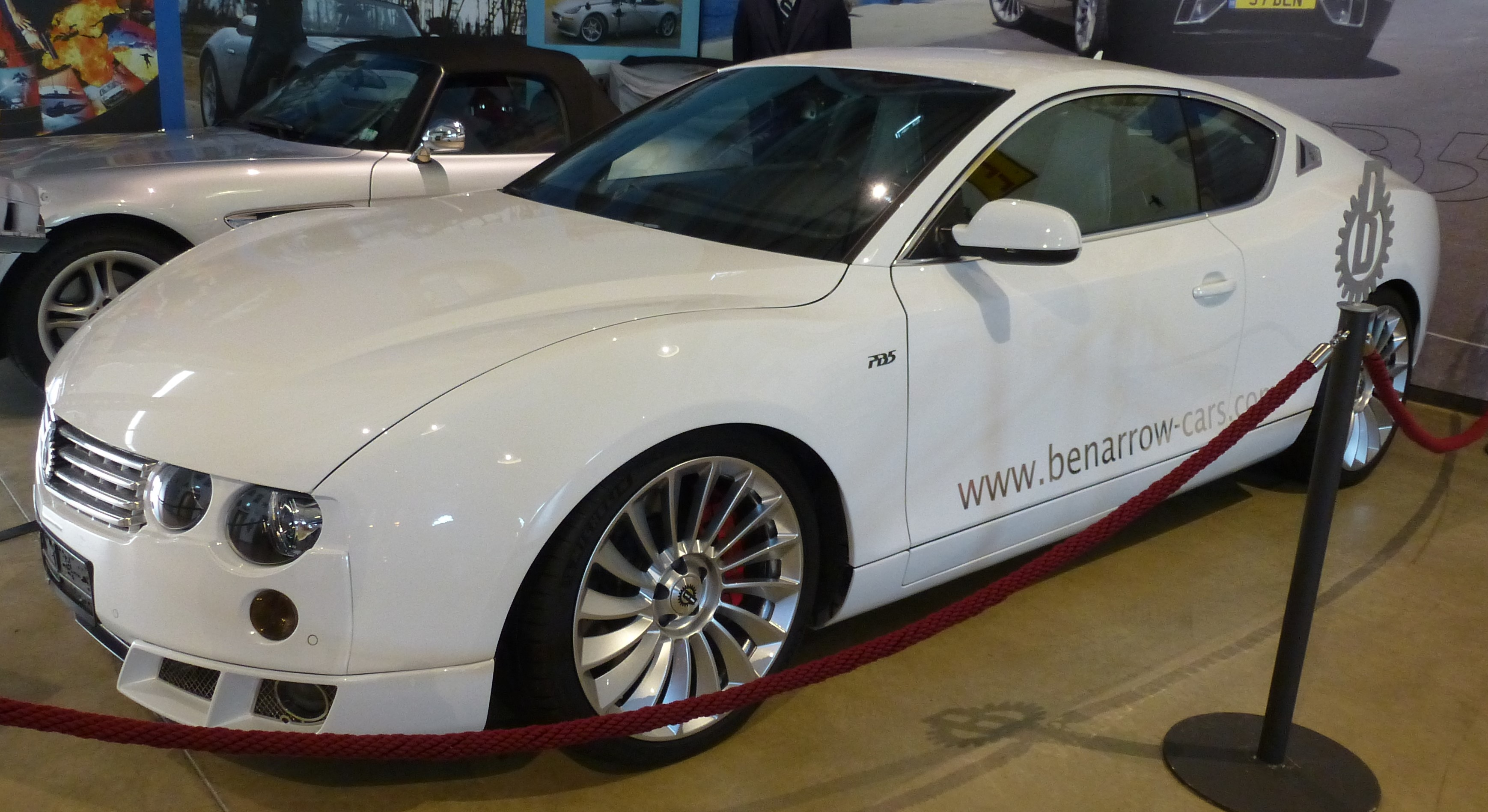
Benarrow PB 5
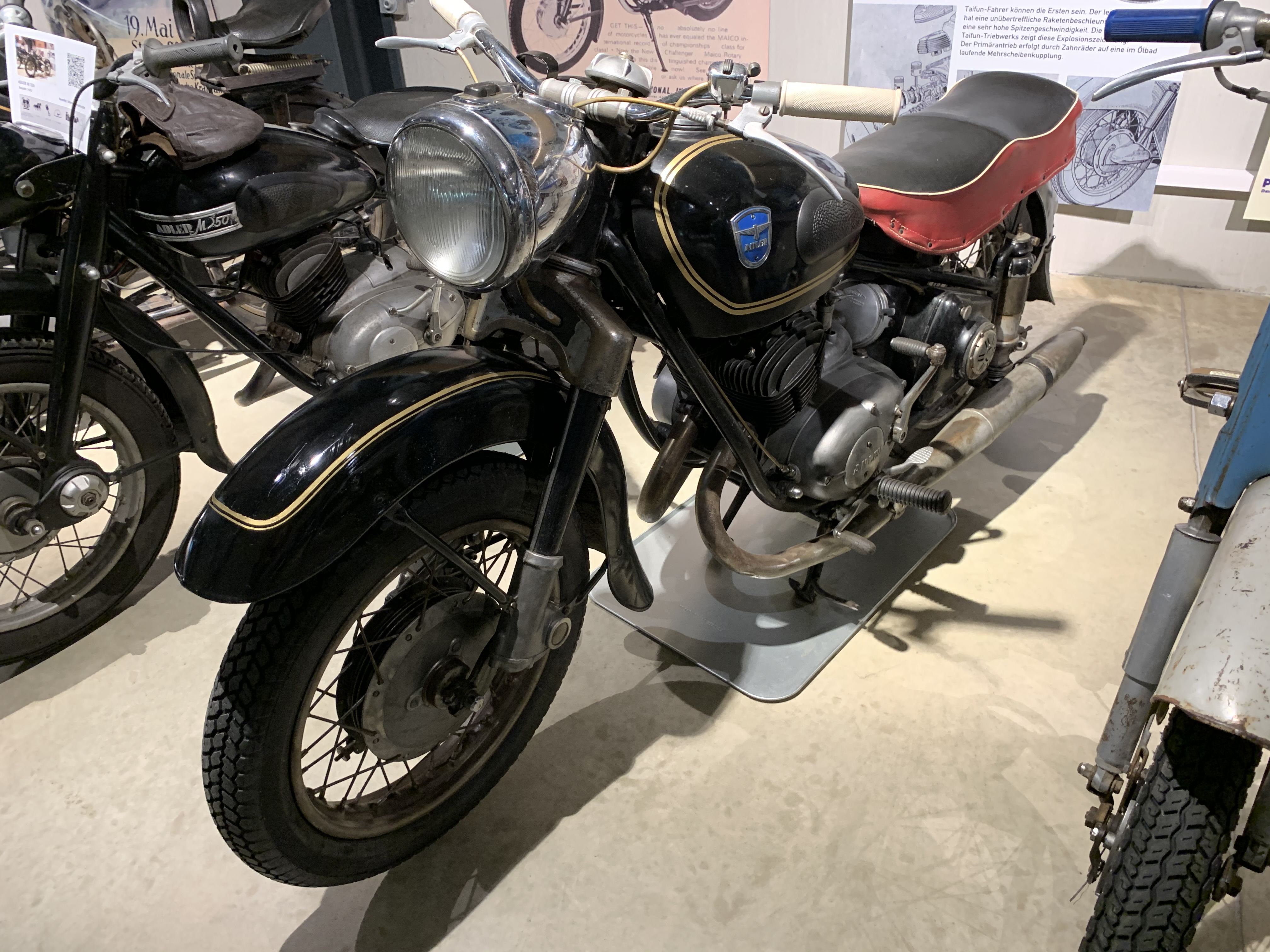
Adler M 250 von 1952
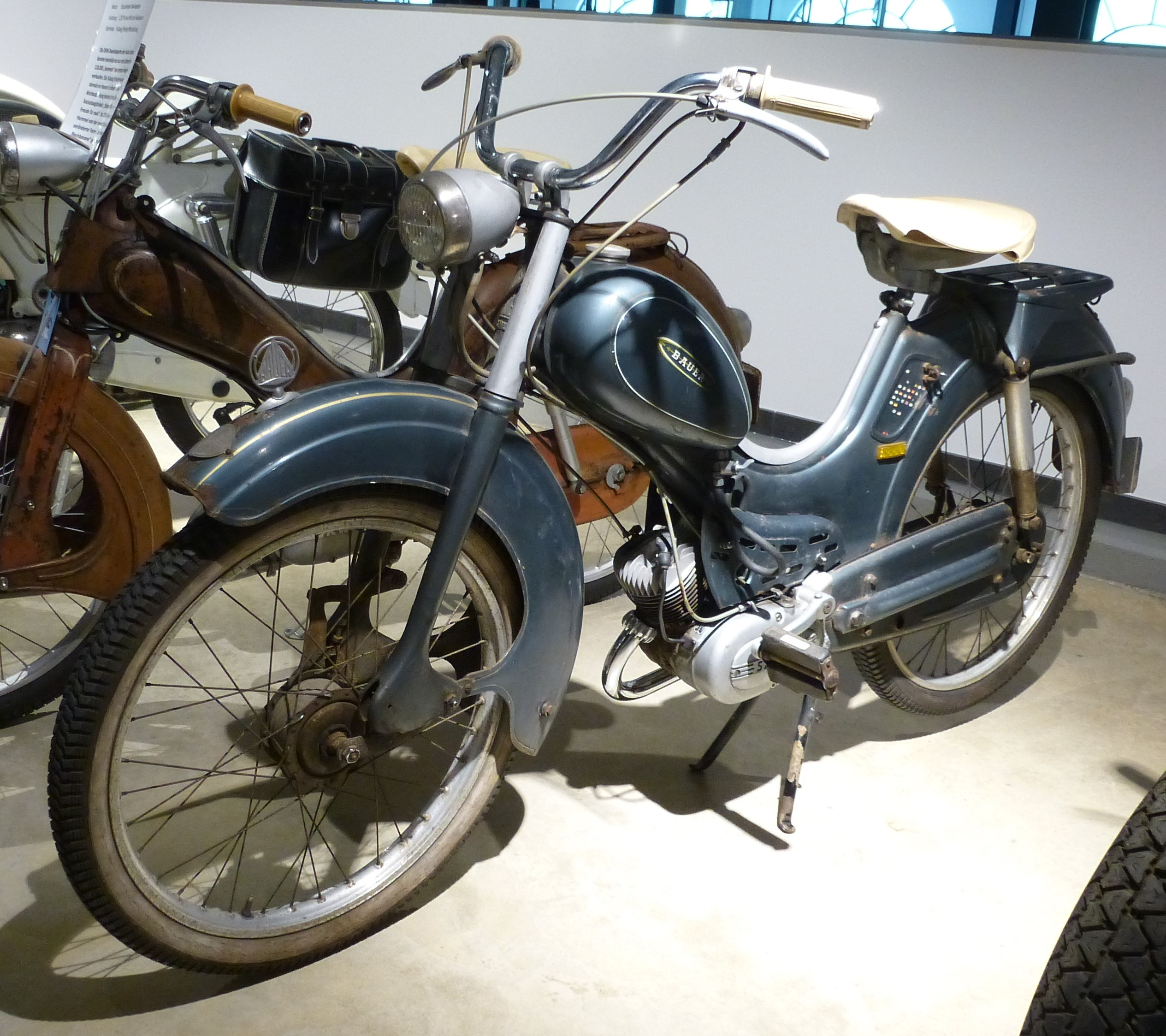
Bauer
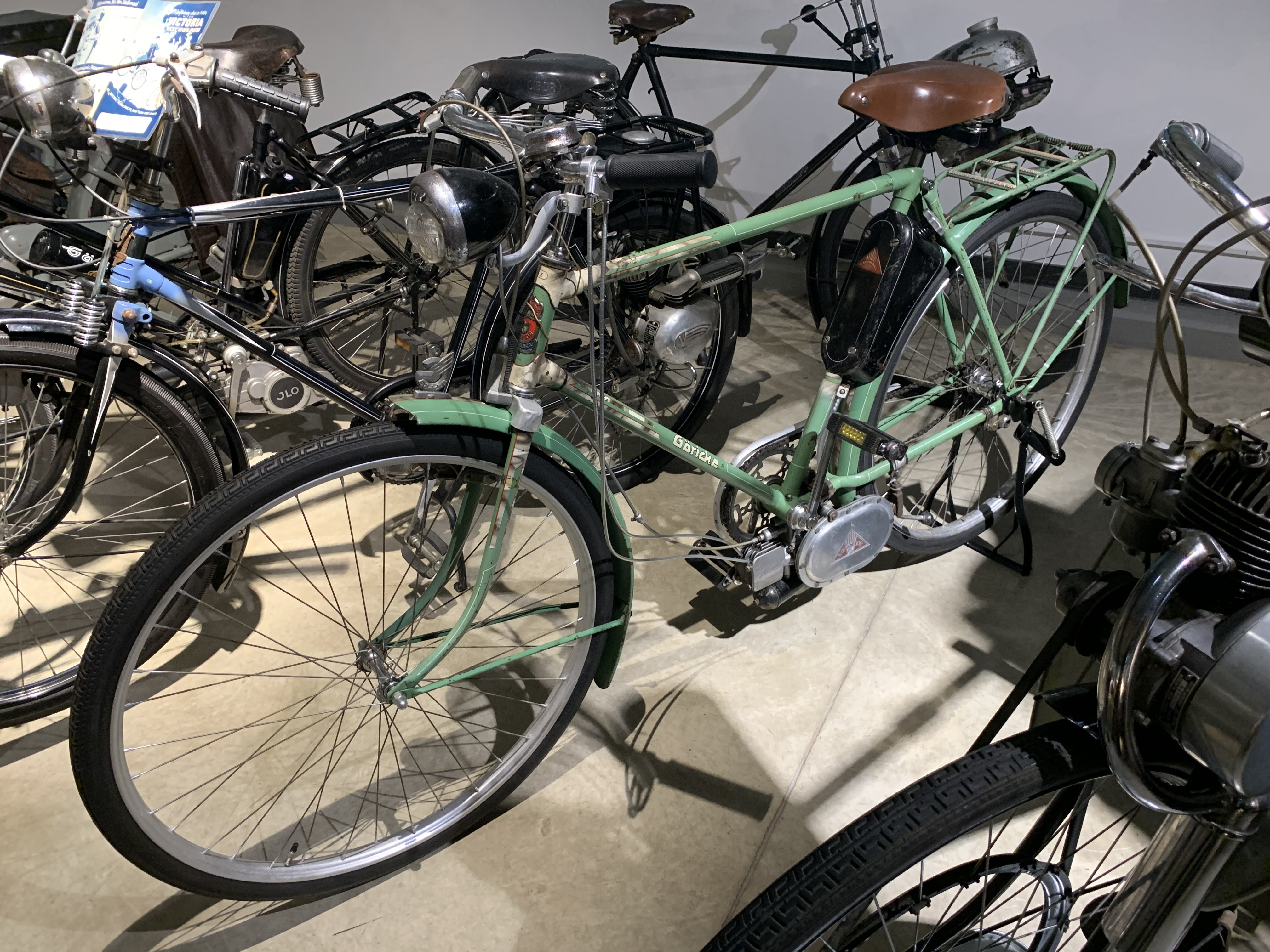
Göricke
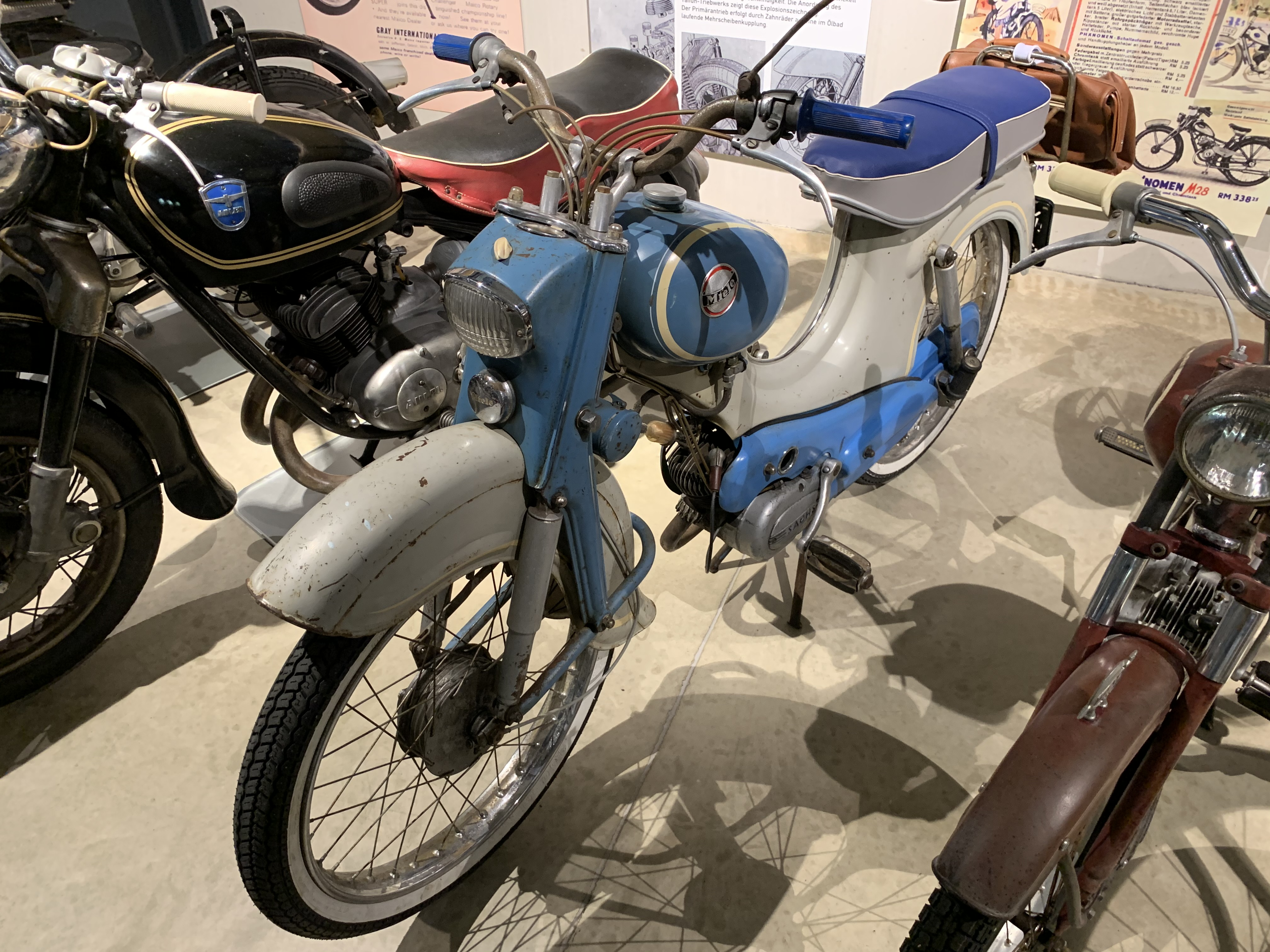
Miele von 1958–1961
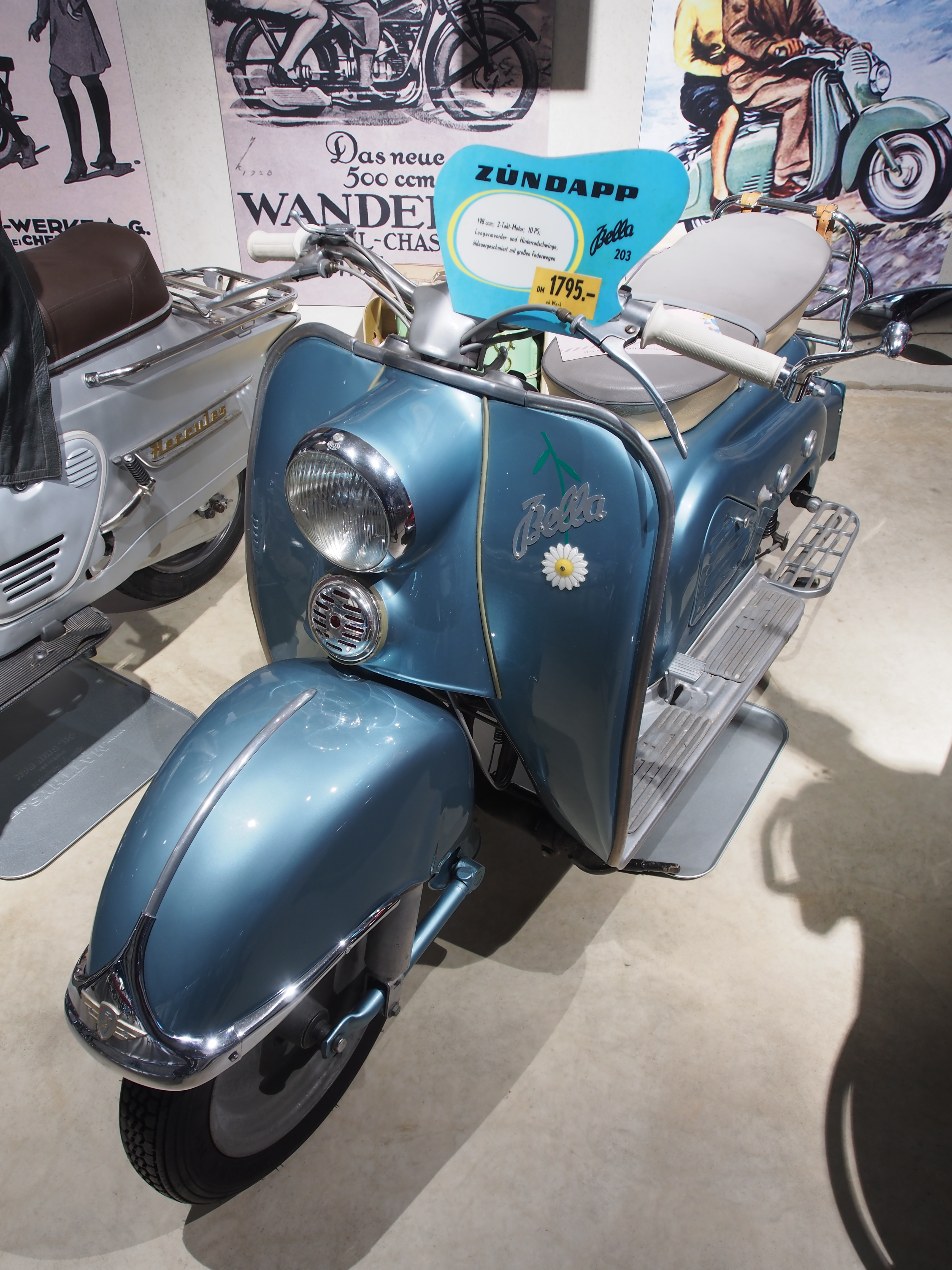
Zündapp Bella
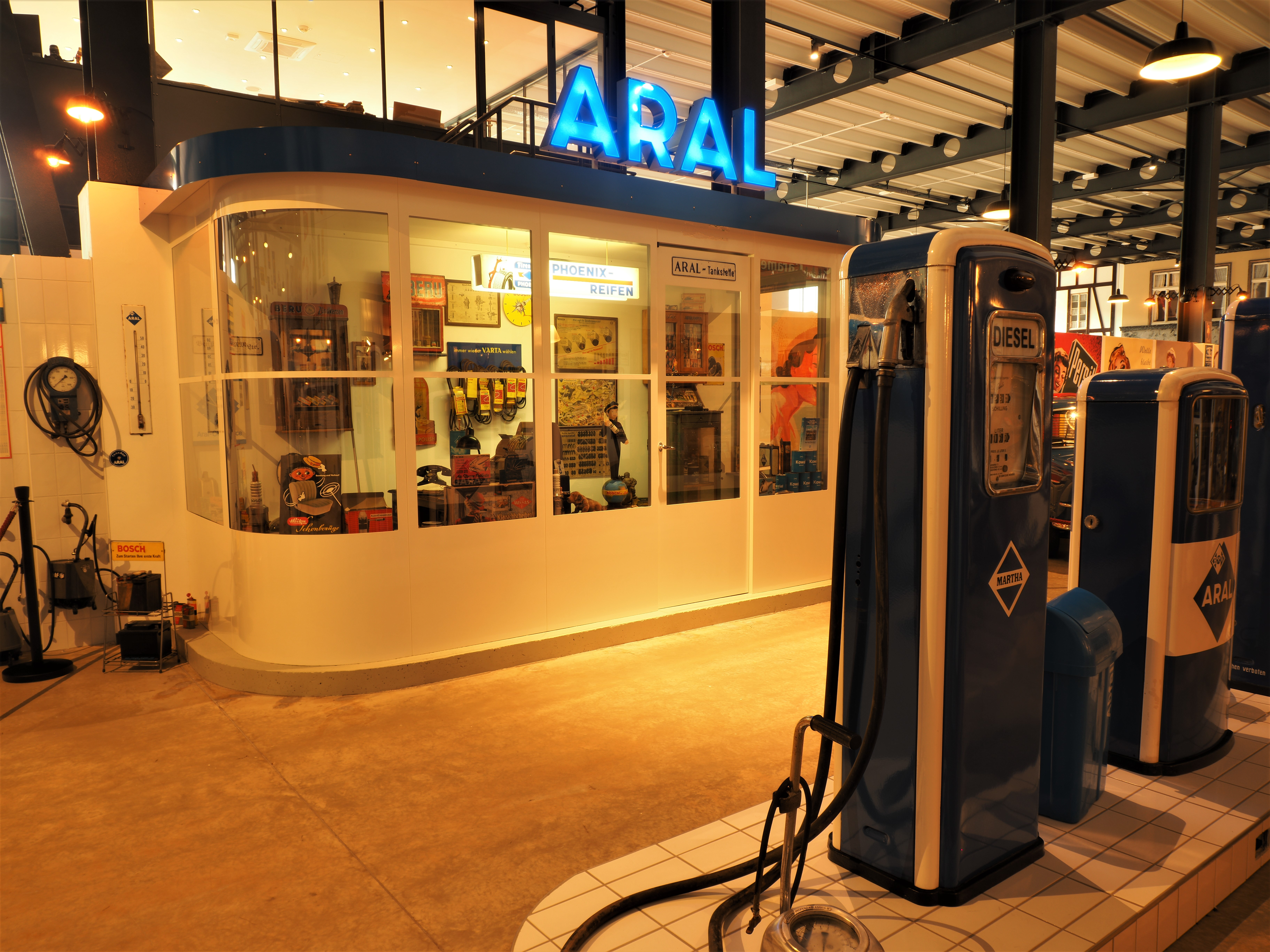
Teil der Tankstelle